# 283 aC
El 283 aC va ser un any del calendari romà prejulià. A la República i a l'Imperi Romà es coneixia com l'Any del Consolat de Dolabel·la i Calví (o també any 471 ab urbe condita). La denominació «283 aC» per a aquest any s'ha emprat des de l'edat mitjana, quan el calendari Anno Domini va ser el mètode prevalent a Europa per a anomenar els anys.

## Esdeveniments

### Antiga Grècia
- Antígon II Gònatas, a la mort del seu pare Demetri Poliorceta, pren el títol de rei de Macedònia, sense dominar completament el territori. Lisímac de Tràcia n'ocupava una part important.[2]
- Fileter, que més tard va ser rei de Pèrgam, després de la mort d'Agàtocles de Tràcia (284 aC) i tement per la seva vida, es declara a favor de Seleuc I Nicàtor, que el confirma governador de Pèrgam, amb els seus tresors.[3]

### Antiga Roma
- Aquest any són escollits cònsols Publi Corneli Dolabel·la Màxim i Gneu Domici Calví Màxim.[4]
- Dolabel·la dirigeix l'exèrcit romà en la batalla del llac Vadimonis contra les forces combinades dels etruscs i els bois. Obté una gran victòria.[5]
- Dolabel·la va vèncer abans de la Batalla del llac Vadimonis a Britomaris, cabdill dels gals sènons, que fa presoner i l'exhibeix al seu triomf, i tot seguit l'executa.[6]

## Necrològiques
- Mort de Demetri Poliorceta. L'any 286 aC havia caigut presoner de Seleuc I, i Lisímac de Tràcia va proposar que l'executessin. Però Seleuc la va donar certa llibertat i va tornar a la seva vida de plaers i menjars excessius. Malalt, va morir al cap de tres anys de ser empresonat, quan tenia 55 anys. El van enterrar a Tessàlia, a la ciutat de Demètrias.[7]
- El pretor Luci Cecili Dènter mor en una batalla contra els sènons. El substitueix en la direcció de la guerra el pretor Mani Curi Dentat.[8]